# محمدصادق مسرت
محمدصادق مسرت پزشک نمونهٔ سال ۱۳۹۴ و استاد تمام دانشگاه تهران. نایب‌رئیس اول شورای مرکزی جبهه ملی ایران و دبیر کل حزب مردم ایران است. دکتر محسن مسرت، اقتصاددان ایرانی - آلمانی، برادر او می‌باشد. محسن مسرت نیز، به‌مانند برادرش، عضو حزب مردم ایران است. مسرت از تاریخ ۱۳۸۶ به عضویت دائمی فرهنگستان علوم ایران انتخاب شد.

## زادروز و تحصیلات علمی
محمدصادق مسرت در سال ۱۳۱۱ در شهر مشهد به دنیا آمد و تحصیلات خود را در همان شهر گذراند.
او از دانشگاه هایدلبرگ آلمان (۱۹۵۷)پزشکی عمومی، تخصص بیماری‌های داخلی (۱۹۶۹) و فوق‌تخصص گوارش (۱۹۸۰) از دانشگاه ماربورگ آلمان را دریافت کرد و هم‌اکنون استاد دانشگاه علوم پزشکی تهران است.
سوابق علمی و اجرایی: نایب‌رئیس کلینیک داخلی دانشگاه ماربورگ آلمان (۱۹۹۲–۱۹۶۹)؛ دانشیار (۱۹۶۹) و استاد (۱۹۷۲) در دانشگاه ماربورگ هسن آلمان؛ فعالیت در دانشگاه تهران (۱۳۷۲)؛ عضویت در انجمن متخصصان داخلی آلمان؛ انجمن گاستروانترولوژی آلمان و آمریکای شمالی؛ مسئول سمینارهای هلیوباکتر پیلوری در شش سال
او در سال ۱۳۹۴ به‌عنوان پزشک نمونهٔ کشور در رشتهٔ گوارش از سوی پانزدهمین کنفرانس گوارش و کبد کشور انتخاب شد.
وی همچنین عضویت در هیئت تحریریهٔ اکتامدیکا و مجله‌های فرهنگستان علوم پزشکی (AIM و تازه‌های پزشکی و سردبیر مجلهٔ گوارش (۱۳۷۴–۱۳۹۰) را نیز بر عهده داشت. او برای بار دوم در سال ۱۳۸۸ به عضویت هیئت‌مدیرهٔ انجمن سردبیران نشریات علوم پزشکی کشور انتخاب شد.
تعدادی از آثار علمی و تألیفات: ۳۰ مقاله در نشریات فارسی و ۱۴۰ مقاله در نشریات بین‌المللی به شرح زیر است:

## فعالیت‌های علمی
صادق مسرت به همراه دکتر ملک‌زاده و … (هیئت مؤسس) اولین مرکز تحقیقات بیماریهای گوارش و کبد (DDRC) را در سال ۱۳۷۲ ایجاد کرد و سرانجام در سال ۱۳۷۵ با پیگیری مداوم و مستمر اعضاء شواری گسترش دانشگاه‌های علوم پزشکی در وزارت بهداشت به‌طور رسمی DDRC را بعنوان اولین مرکز پژوهشی مستقل گوارش و کبد در ایران در دانشگاه علوم پزشکی تهران پذیرفته شد. در سال ۱۳۹۰، DDRC از یک مرکز تحقیقاتی به پژوهشکده بیماریهای گوارش و کبد (DDRI) ارتقاء پیدا کرد. این پژوهشکده متشکل از سه مرکز تحقیقاتی است که با حفظ استقلال مالی و اختیارات کافی یکی از زیر مجموعه‌های دانشگاه علوم پزشکی تهران محسوب می‌شود.
این مؤسسه چندین گرنت از سازمان‌های مالی پژوهشی ملی و بین‌المللی و صنعت دارویی دریافت کرده و همکاری‌های تحقیقاتی فعالی با سازمان‌های تحقیقاتی تخصصی بین‌المللی از جمله NCI/ NIH/ IARC/ WHO و دانشگاه‌هایی از جمله جان جان هاپکینز، کمبریج، گلاسکو، لیدز، کارولینسکا، سیدنی، ملبورن و تورنتو برقرار نموده است.
بنابر گزارش رسمی از سوی معاونت پژوهشی وزارت بهداشت، این مرکز در سال ۸۴–۱۳۸۳ بعنوان قطب منتخب علمی کشور در میان مراکز پژوهشی پزشکی شناخته شد و بیشترین بازده علمی را در کشور از بین سایر مراکز پژوهشی کسب نمود. همچنین جایزه‌های متعدد ملی (ابن سینا، رازی، هادوی …) و جایزه سازمان کنفرانس کشورهای اسلامی را بعنوان مرکز پژوهشی برتر دریافت نمود. در سال ۱۳۹۳ هم DDRI با بیشترین بازده علمی و پژوهشی از بین تمامی مراکز تحقیقاتی ایران جایزه رازی را از سوی طرف وزارت بهداشت دریافت کرد.

## فعالیت‌های سیاسی
صادق مسرت از دوران دبیرستان در نهضت خداپرستان عضویت یافت و در پی ان تا زمان حضورش در ایران در جمعیت آزادی مردم ایران و حزب مردم ایران فعال بود او پس از رفتن به اروپا از اعضای فعال کنفدراسیون اروپا در المان بود. پس از درگذشت حسین راضی در سال۱۳۸۹ محمد صادق مسرت به دبیر کلی حزب مردم ایران انتخاب شد.
مطابق با جلسات ۲۸مهرماه ۱۳۹۰ و۲۱ اردیبهشت ماه ۱۳۹۴ شورای مرکزی جبهه ملی ایران بر اساس اساسنامه خود اقدام به ترمیم شورای مرکزی کرد بر این اساس پوریا مطهری، نصراله جمشیدی، جمشید وحیدا، جمشید میرعمادی، محمد ملک‌خانی، محمد اولیائی فرد، شاهین سپنتا ،علی محمدی، هوشنگ خیراندیش، هوتن دولتی، علی حاج قاسمعلی، حسین مجتهدی، فرهاد بیشه‌ای و رضا گل نراقی انتخاب شدند. همچنین محمد صادق مسرت و جواد شرف الدین به عنوان نمایندگان حزب مردم ایران و امیرابراهیمی به عنوان نماینده حزب ایران به شورا معرفی شدند.